# 达明·马丁
达明·理查德·马丁（英語：Damien Richard Martyn，1971年10月21日—），澳大利亚男子板球运动员。他曾代表澳大利亚国家队参加1998年英联邦运动会板球比赛，获得一枚银牌。